# Venturia populina
Venturia populina är en svampart som först beskrevs av Paul Vuillemin, och fick sitt nu gällande namn av Fabric. 1902. Venturia populina ingår i släktet Venturia och familjen Venturiaceae.   Inga underarter finns listade i Catalogue of Life.